# Eskröta
Eskröta é uma banda brasileira de thrash metal/crossover formada no interior de São Paulo em 2017.
As músicas da banda possuem letras de resistência, feminismo e antifascismo, além de abordar temas atuais, como machismo e desigualdade social.
A formação atual da banda é composta por Yasmin Amaral ("Ya Exodus") (vocalista e guitarrista), Tamyris "Thamy" Leopoldo (baixista) e Jhon França (baterista).

## Carreira
Em 2018, o EP Eticamente Questionável ganhou boa repercussão no cenário underground brasileiro e rendeu convites para diversos festivais.
Em abril de 2019, se apresentam no Festival Abril Pro Rock, em Recife.
Em agosto de 2019, lançam o split Ultriz, junto à banda Afronta, de Fortaleza, que rendeu a tour "Nördeath", que passou por sete estados do Nordeste brasileiro.
Em novembro de 2019, se apresentam no Kool Metal Fest, em São Paulo, abrindo para a banda Brujeria.
Em 2020, lançam o álbum Cenas Brutais.
Em janeiro de 2022, lançam o EP T3RROR nas plataformas de streaming e na versão física por meio dos selos Marquee Records e Voice Music. O trabalho possui temática voltada ao universo de filmes de terror, como “Psicose”, “O Exorcista”, “Halloween: A Noite do Terror” e “Pânico”.
Em abril de 2023, lançam o álbum Atenciosamente, Eskröta, produzido por Yasmin Amaral, mixado e masterizado no Estúdio Toth, de Danilo Souza e Fernando Uehara, membros do Bullet Bane, e que conta com a participação de Milton Aguiar, vocalista da Bayside Kings na faixa “Pertencer e Conquistar”.
Em abril de 2024, fazem o show de abertura para a banda Exodus em Curitiba e Belo Horizonte. Em julho do mesmo ano, fazem show de abertura para a banda americana Suicidal Tendencies nos show do Rio de Janeiro, São Paulo e Curitiba.
Em setembro de 2024, a banda se apresentou ao lado da banda The Mönic no Palco Supernova do festival Rock in Rio. Em outubro do mesmo ano, a dobradinha se repetiu, agora no KNOTFEST Brasil, realizado no Allianz Parque, em São Paulo. Entre os dois shows, a banda realizou sua primeira turnê internacional, com apresentações em Montevidéu, no Uruguai; Rosário e Buenos Aires, na Argentina; e em Santiago, Concepción e Valparaíso, no Chile.

## Integrantes

### Atuais
- Yasmin Amaral ("Ya Exodus") (vocais e guitarra)
- Tamyris "Thamy" Leopoldo (baixo)[3]
- Jhon França (bateria)

### Ex-integrantes
- Miriam Momesso (bateria e backing vocals)